# Захаров, Ростислав Иванович
Ростислав Иванович Захаров (1784—1812) — капитан Русской императорской армии, первый командир 1-й батареи лейб-гвардии Конной артиллерии, герой Бородинского сражения.

## Биография
Ростислав Захаров родился в 1784 году и по окончании Артиллерийского и инженерного кадетского корпуса (позднее Второй кадетский корпус), он был выпущен в 1800 году подпоручиком в лейб-гвардии Артиллерийский батальон с назначением в конную роту, в которой он и служил до самой гибели.
Своей ревностной службой Ростислав Иванович Захаров приобрел особое внимание цесаревича Константина Павловича, который, приняв лейб-гвардии Конную артиллерийскую роту в свое непосредственное ведение, в 1805 году создал из неё самостоятельную войсковую часть. С этою ротой Захаров принял участие в войне с Францией в 1805 году и за доблестные подвиги в баталии под Аустерлицем, где ему приходилось действовать картечью с дистанций, когда «ясно были видны лица неприятелей», он был награжден орденом Святой Анны 3 степени.
В 1807 году Цесаревич поручил Р. И. Захарову формирование 6-орудийной полуроты Императорского батальона милиции, командиром которой он и был затем назначен. В кампанию 1807 года Захаров с своей полуротой особенно отличился в бою под Фридландом, где был контужен ядром и получил орден Святого Владимира 4 степени и золотые часы. 

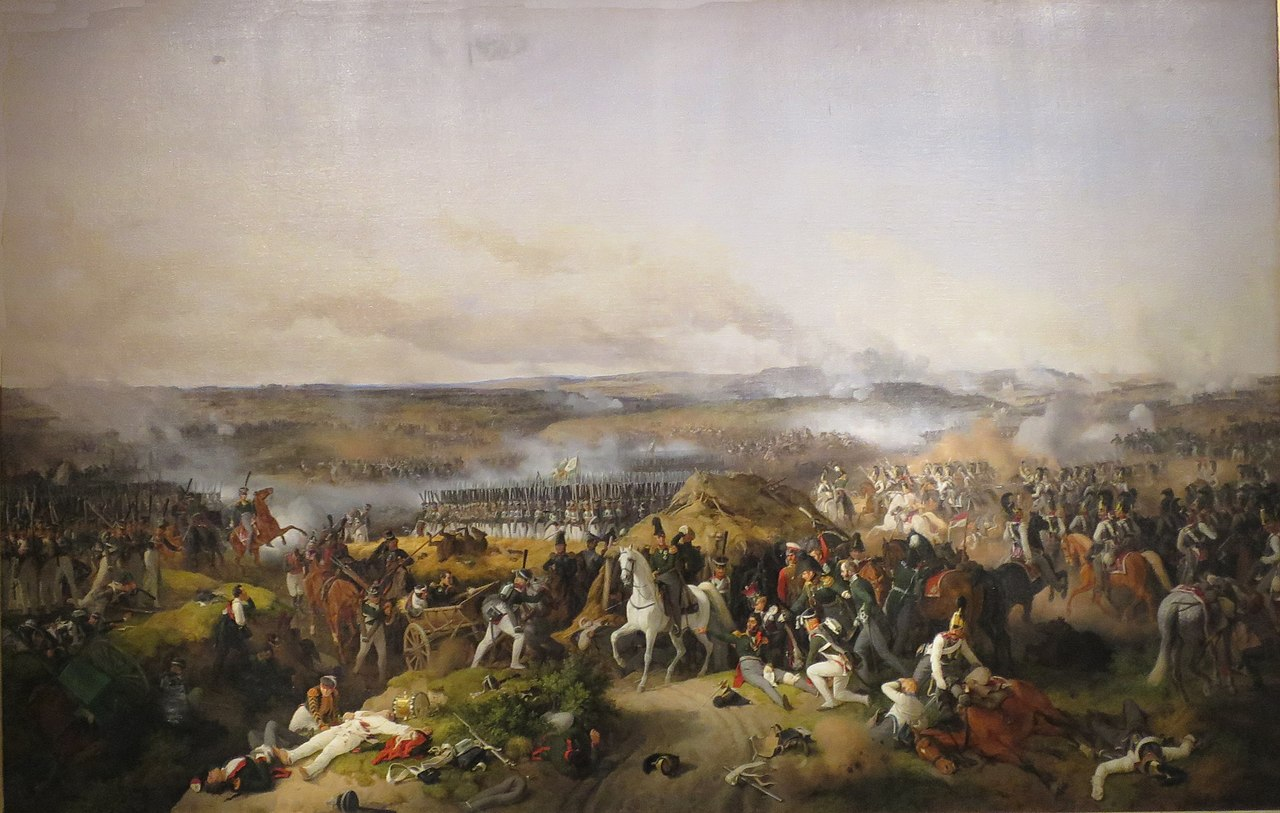
Эпизод Бородинского сражения

Когда в 1810 году Цесаревич разделил лейб-гвардии Конную роту на 2 батареи, то Захаров был назначен командиром 1-й батареи, с которой и принял участие в Отечественной войне 1812 года. В Бородинском сражении Захаров, двинутый из резерва к Багратионовским флешам, подошел к ним в то время (около 10 утра), когда они были жестоко атакованы с фронта и с тыла. Заметив обходную колонну французов, Захаров карьером подлетел к ней на картечь и рассеял её. Подоспевшие кирасиры докончили дело, изменив ход боя. Расположив затем свои орудия на двух высотах, он с выдающимся успехом действовал в течение двух часов, пока не получил приказания временно отвести часть батареи в кустарник, чтобы «дать вздохнуть людям», пока подойдут зарядные ящики.
Исполнив это приказание, Р. Захаров немедленно возвратился и обратился к канонирам с вопросом: «Ну, что, ребята, как вы тут живете-можете?», но тотчас же был сражен неприятельским ядром. Четыре канонира взялись выносить смертельно раненого Захарова, но он нашел силы приказать двум из них возвратиться к орудиям: «Пойдите туда. Вы там нужны, а меня и двое как-нибудь доволокут». Через 15 минут Захаров скончался на руках своих канониров, беспрестанно спрашивая: «Наша ли победа? Отступает ли неприятель?..» В батарее Захарова за короткое время выбыло 3 офицера, 58 нижних чинов и 73 лошади, но за то она заслужила Георгиевские трубы. Подвиг Ростислава Ивановича Захарова получил широкую огласку, во многих изданиях того времени («Сын Отечества», «Описание достопамятных происшествий», «Собрание военных анекдотов», «Русский инвалид» и других периодических печатных изданиях) геройская кончина капитана Захаров была подробно описана.
Поэтесса А. Бунина прочувствованным стихом «На смерть Захарова» выразила, «сколь сладко смерть вкусить за родину нам милу».